# Bầm tím
Bầm tím, là một loại tụ máu của mô trong đó mao mạch và đôi khi các tĩnh mạch bị tổn thương do chấn thương, khiến máu thấm, chảy máu, hoặc chảy tràn vào các mô kẽ xung quanh. Hầu hết các vết bầm tím không phải là rất sâu dưới da, cho nên việc chảy máu gây ra một sự đổi màu da có thể nhìn thấy. Các vết bầm sau đó vẫn còn có thể nhìn thấy cho đến khi máu được hấp thụ bởi các mô hoặc bị hệ thống miễn dịch tẩy xóa đi. Các vết bầm tím, không bị biến mất dưới áp lực đè lên da, có thể liên quan đến mao mạch ở mức độ da, mô dưới da, cơ hoặc xương. Những tổn thương này bao gồm bệnh xuất huyết (<3 mm do nhiều nguyên nhân và đa dạng như phản ứng bất lợi từ các thuốc như warfarin, căng thẳng, bị ngạt thở, rối loạn tiểu cầu và các bệnh như cytomegalovirus), ban xuất huyết (3 mm đến 1 cm, được phân loại là ban xuất huyết sờ thấy hoặc không thể sờ thấy xuất huyết và chỉ ra các bệnh lý khác nhau như giảm tiểu cầu), và ecchymosis (> 1 cm gây ra bởi máu phân hủy qua các lớp mô và tụ lại ở một khu vực xa từ vị trí chấn thương hoặc bệnh lý như thoái hóa mỡ sinh dục, ví dụ như "mắt gấu trúc", phát sinh từ việc gãy xương sọ hoặc từ u nguyên bào thần kinh.
Là một loại tụ máu, vết bầm tím luôn vì lý do chảy máu bên trong vào các mô kẽ không xâm nhập qua da, thường được khởi đầu bằng chấn thương hở, gây tổn thương thông qua lực nén và giảm tốc vật lý. Chấn thương đủ để gây bầm tím có thể xảy ra từ nhiều tình huống khác nhau bao gồm tai nạn, ngã và phẫu thuật. Tình trạng bệnh như tiểu cầu không đầy đủ hoặc hư hỏng, thiếu hụt chất đông máu khác, hoặc rối loạn mạch máu, chẳng hạn như tắc nghẽn tĩnh mạch kết hợp với dị ứng nặng có thể dẫn đến sự hình thành ban xuất huyết khác với vết thâm tím liên quan đến chấn thương. Nếu chấn thương là đủ để phá vỡ da và cho phép máu để thoát khỏi các mô kẽ, chấn thương không phải là một vết bầm tím mà thành chảy máu, một loạt các xuất huyết khác. Những vết thương này có thể kèm theo vết thâm tím ở các vị trí khác.